# Trent Franks
Trent Franks (ur. 19 czerwca 1957) – amerykański polityk, członek Partii Republikańskiej. Od 2003 do 2017 był przedstawicielem stanu Arizona w Izbie Reprezentantów Stanów Zjednoczonych, najpierw z drugiego, a od 2013 z ósmego okręgu wyborczego.